# Amtsgericht Reinbek

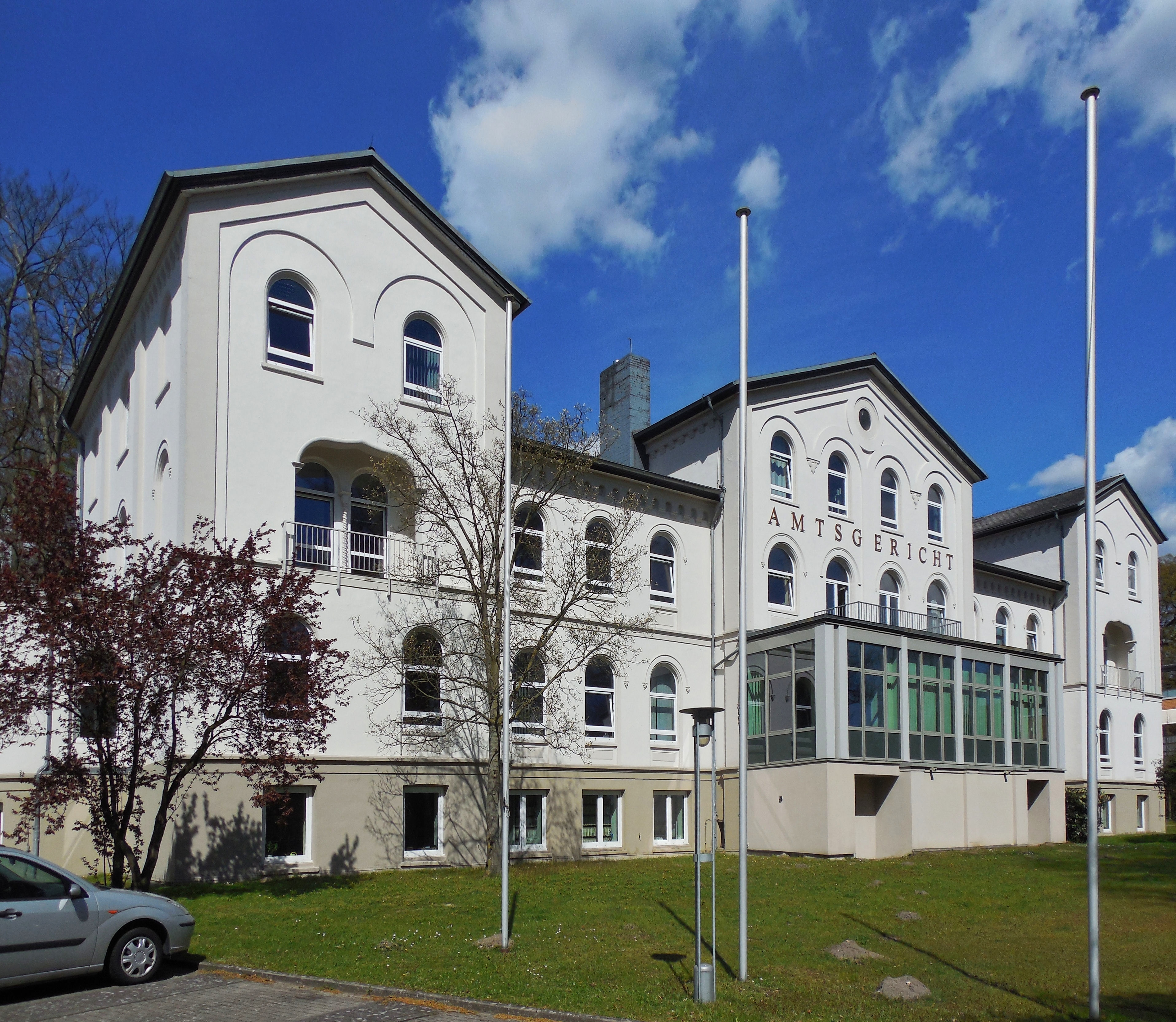
Amtsgericht Reinbek

Das Amtsgericht Reinbek ist ein Gericht der ordentlichen Gerichtsbarkeit. Es ist eines von 22 Amtsgerichten des Landes Schleswig-Holstein.

## Gerichtssitz und -bezirk

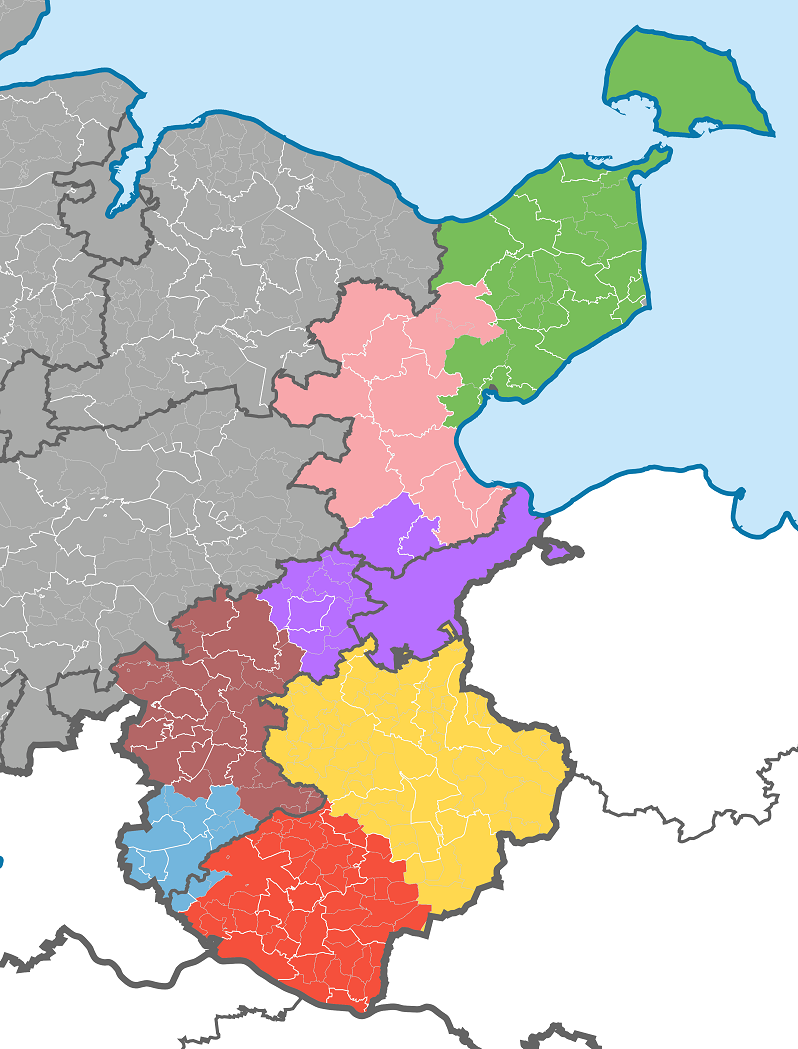
Gerichtsbezirke der dem LG Lübeck nachgeordneten Amtsgerichte
AG Oldenburg in Holstein
AG Eutin
AG Lübeck
AG Ahrensburg
AG Ratzeburg
AG Reinbek
AG Schwarzenbek

Das Gericht hat seinen Sitz in der Stadt Reinbek.
Der Gerichtsbezirk umfasst das Gebiet der folgenden Städte und Gemeinden.
| - Aumühle, - Barsbüttel, - Braak, - Brunsbek, - Glinde, - Grande, - Großensee, | - Oststeinbek, - Rausdorf, - Reinbek, - Stapelfeld, - Wentorf bei Hamburg, - Witzhave und - Wohltorf. |

Zuständiges Registergericht ist das Amtsgericht Lübeck. Zuständiges Mahngericht ist das Amtsgericht Schleswig.

## Gerichtsgebäude
Das Gericht ist untergebracht unter der Anschrift Parkallee 6 im Gebäude des ehemaligen Sophienbades, einer 1858 erbauten Kaltwasserheilanstalt.

## Übergeordnete Gerichte
Dem Amtsgericht übergeordnet ist das Landgericht Lübeck. Im weiteren Instanzenzug sind das Schleswig-Holsteinische Oberlandesgericht in Schleswig und der Bundesgerichtshof in Karlsruhe übergeordnet.